# Bugada

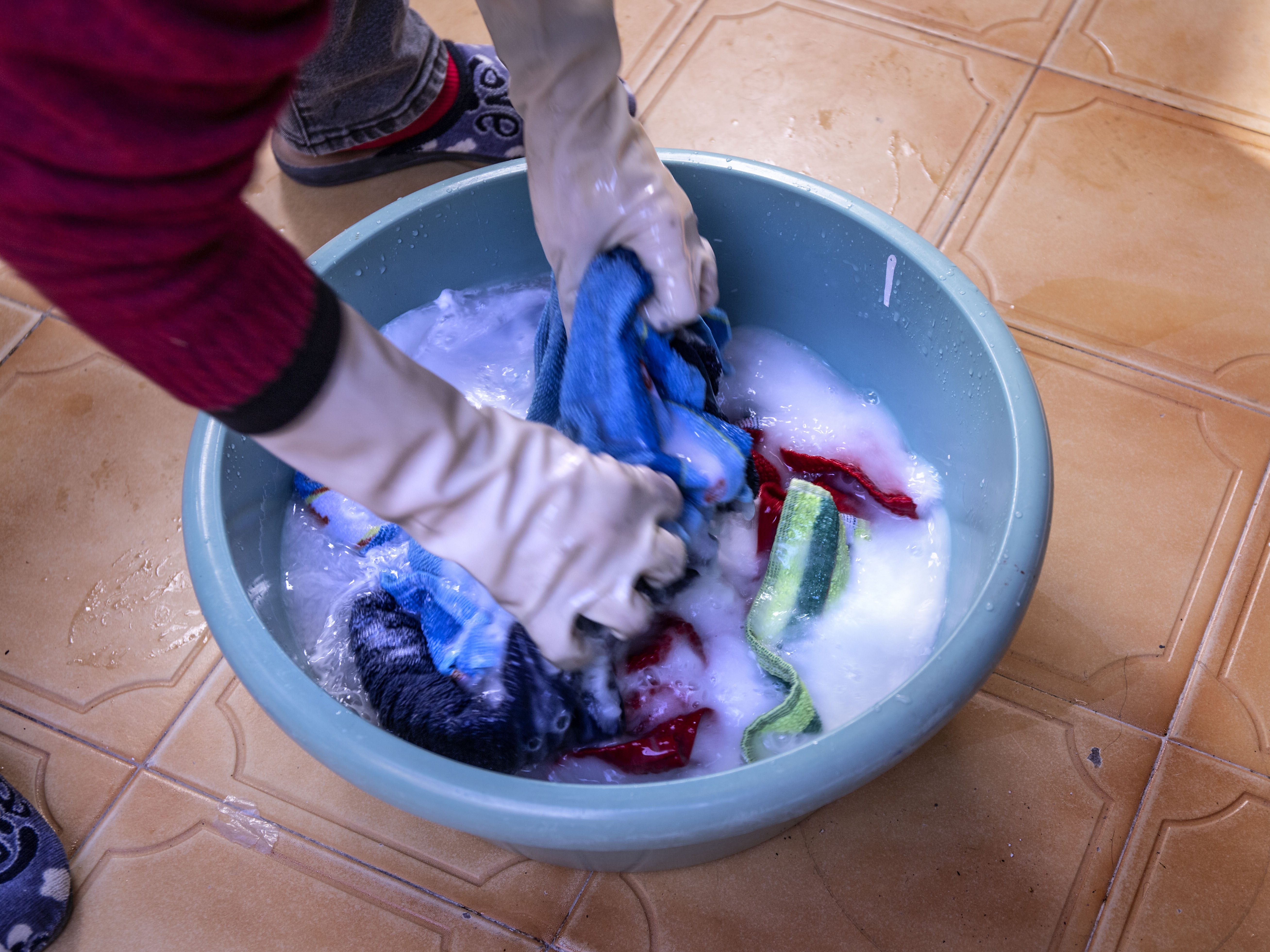
Bugada

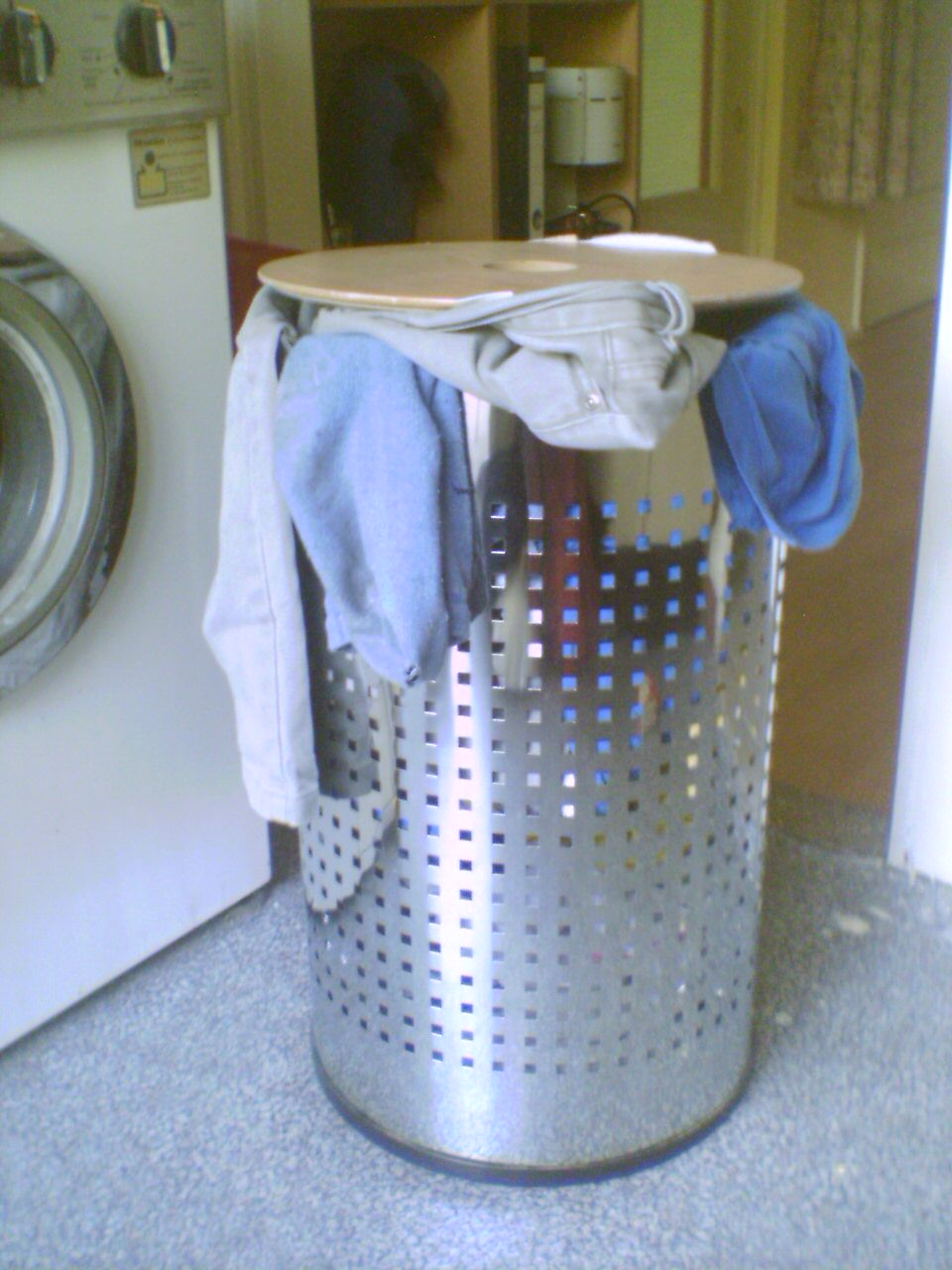
Cistella de la bugada plena de roba bruta

Fer la bugada o rentar la roba és l'acció de rentar les peces de vestir i altres tipus de roba, com la roba de llit. El material que s'està rentant, o que ja s'ha rentat, generalment també s'anomena "la bugada".
Normalment, els processos de rentat es duen a terme en una sala reservada a aquest efecte, una habitació individual, o cambra de rentat que a les casses particulars se li deia "el safareig". Un edifici d'apartaments o una residència d'estudiants poden tenir un servei de bugaderia compartida, una empresa independent que es coneix com a bugaderia.
Normalment es guarda la roba bruta en una cistella de servei de bugaderia on s'hi mantindrà fins que hi hagi una quantitat suficient per a omplir la rentadora. Sovint, almenys en la majoria de països industrialitzats, abans de posar-la a la rentadora, la roba se separa en grups d'acord amb les instruccions de rentat que porten les peces de roba a l'etiqueta.

## Història
En èpoques anteriors hi havia els safareig públics, on les dones eren les encarregades de rentar la roba de la família. Els safareigs eren espais on la gent solia socialitzar i conversar, pel que encara queden expressions com fer safareig per indicar quan s'està rumorejant o explicant coses de terceres persones. En el transcurs del segle XX s'han imposat les bugaderies i els locals de rentat en sec.

### Cursos d'aigua

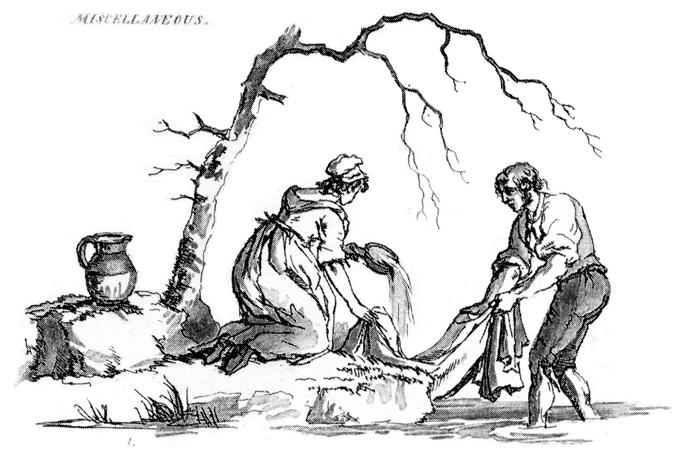
"Home i dona rentant roba en un rierol", de l'obra de William Henry Pyne Microcosmos (1806). Inusualment, es representa com una activitat mixta.

La bugaderia es va fer per primera vegada als cursos d'aigua, deixant que l'aigua arrossegués els materials que podien causar taques i olors. A les regions rurals dels països pobres se segueix rentant així. L'agitació ajuda a eliminar la brutícia, per la qual cosa la bugada es fregava, es recargolava o es copejava contra pedres planes. Un nom per a aquesta superfície és pedra d'escarabats, relacionada amb escarabats, una tècnica en la producció de lli; un nom per a un substitut de fusta és bloc de batuda. La brutícia es treia a cops amb un utensili de fusta conegut com paleta de rentat, pal de batuda, bat, escarabat o garrot. Les superfícies de fregat de fusta o pedra col·locades prop d'un subministrament d'aigua van ser substituïdes gradualment per taules de fregar portàtils, i finalment per taules de rentada de vidre corrugat fabricades a fàbrica.
Un cop netes, les peces s'escorrien, retorçant-les per eliminar la major part de l'aigua. Després es penjava en pals o estenedors perquè s'assequés a l'aire, o de vegades s'estenia sobre herba neta, arbustos o arbres.

### Safareigs

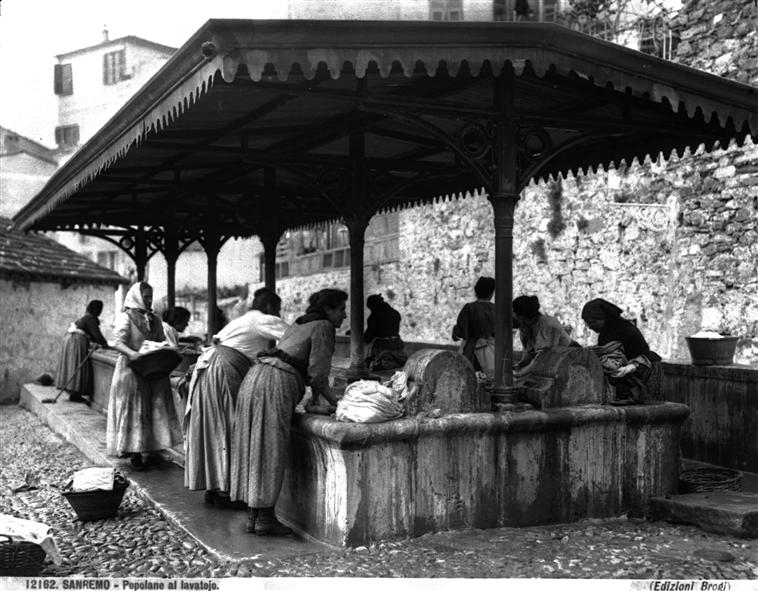
Safareig a Sanremo, Itàlia, a finals del segle XX

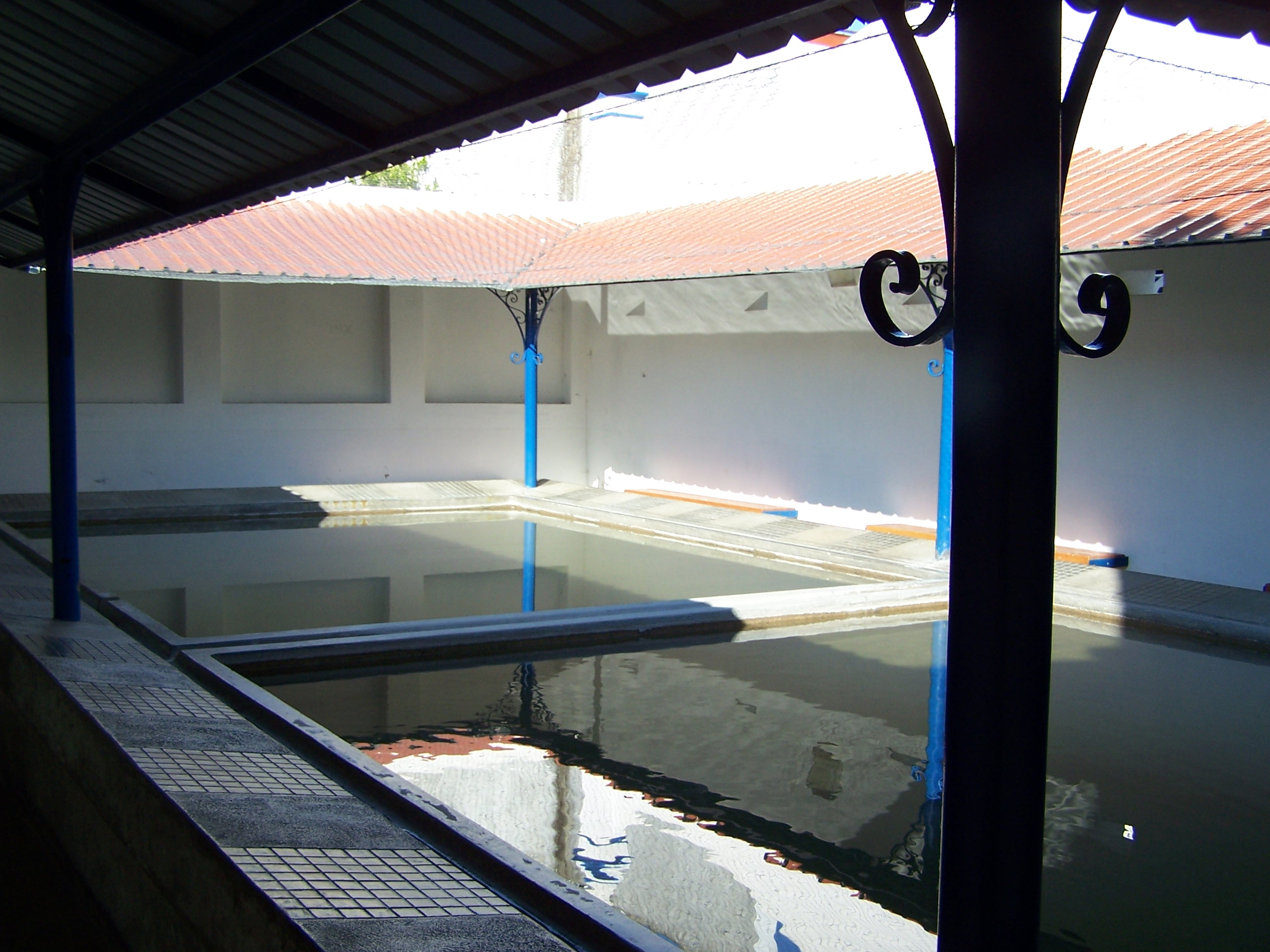
El safareig de Cabeção, Portugal, en l'actualitat. Observeu les dues piles i el llavi de pedra inclinat

Abans de l'arribada de la màquina de rentar o renta-robes, la bugada es feia sovint en un entorn comunitari.
Els pobles de tot Europa que s'ho podien permetre construïen un safareig, de vegades conegut amb el nom francès de lavoir. L'aigua es canalitzava des d'una riera o una deu i s'introduïa en un edifici, possiblement només un sostre sense parets. Aquest safareig solia contenir dues piles -una per rentar i una altra per esbandir- per les que fluïa constantment l'aigua, així com un llavi de pedra inclinat cap a l'aigua contra el qual es podia copejar la roba mullada. Aquestes instal·lacions eren més còmodes i convenients que rentar en un corrent daigua. Alguns safareigs tenien les piles a l'alçada de la cintura, encara que d'altres estaven a terra. Els bugaders estaven protegits fins a cert punt de la pluja, i els seus desplaçaments eren reduïts, ja que les instal·lacions solien estar a mà al poble o als afores de la ciutat. Aquestes instal·lacions eren públiques i estaven a disposició de totes les famílies, i solien ser utilitzades per tot el poble. Molts d'aquests safareigs dels llogarets segueixen drets, estructures històriques sense una finalitat moderna evident.
La feina de rentar la roba estava reservada a les dones, que rentaven tota la roba de la seva família. Les bugaderes recollien la roba d'altres, cobrant per peça. Per això, els safareigs eren una parada obligatòria a la vida setmanal de moltes dones i es van convertir en una mena d'institució o lloc de trobada. Es tractava d'un espai exclusiu per a dones on podien discutir o simplement xerrar (vegeu el concepte de bomba de poble). De fet, aquesta tradició es reflecteix en el modisme català "fer safareig" (literalment, "fer la bugada"), que significa xafardejar.
Les ciutats europees també tenien safareigs públics. Les autoritats municipals volien donar a la població més pobra, que altrament no tindria accés a instal·lacions de bugaderia, l'oportunitat de rentar la roba. De vegades aquestes instal·lacions es combinaven amb banys públics. L'objectiu era fomentar la higiene i reduir els brots d'epidèmies.
De vegades s'utilitzaven grans calders de metall (un "wash copper", encara que no estiguessin fets d'aquest metall), s'omplien d'aigua fresca i s'escalfaven al foc, ja que l'aigua calenta o bullent és més eficaç que la freda per eliminar la brutícia. Es podia utilitzar un posser per agitar la roba en una banyera. Un implement relacionat anomenat carretó de rentat és "un pal o mall de fusta amb un grup de potes o clavilles adjuntes" que mou la roba a través de l'aigua.

### Màquines de rentar i altres aparells

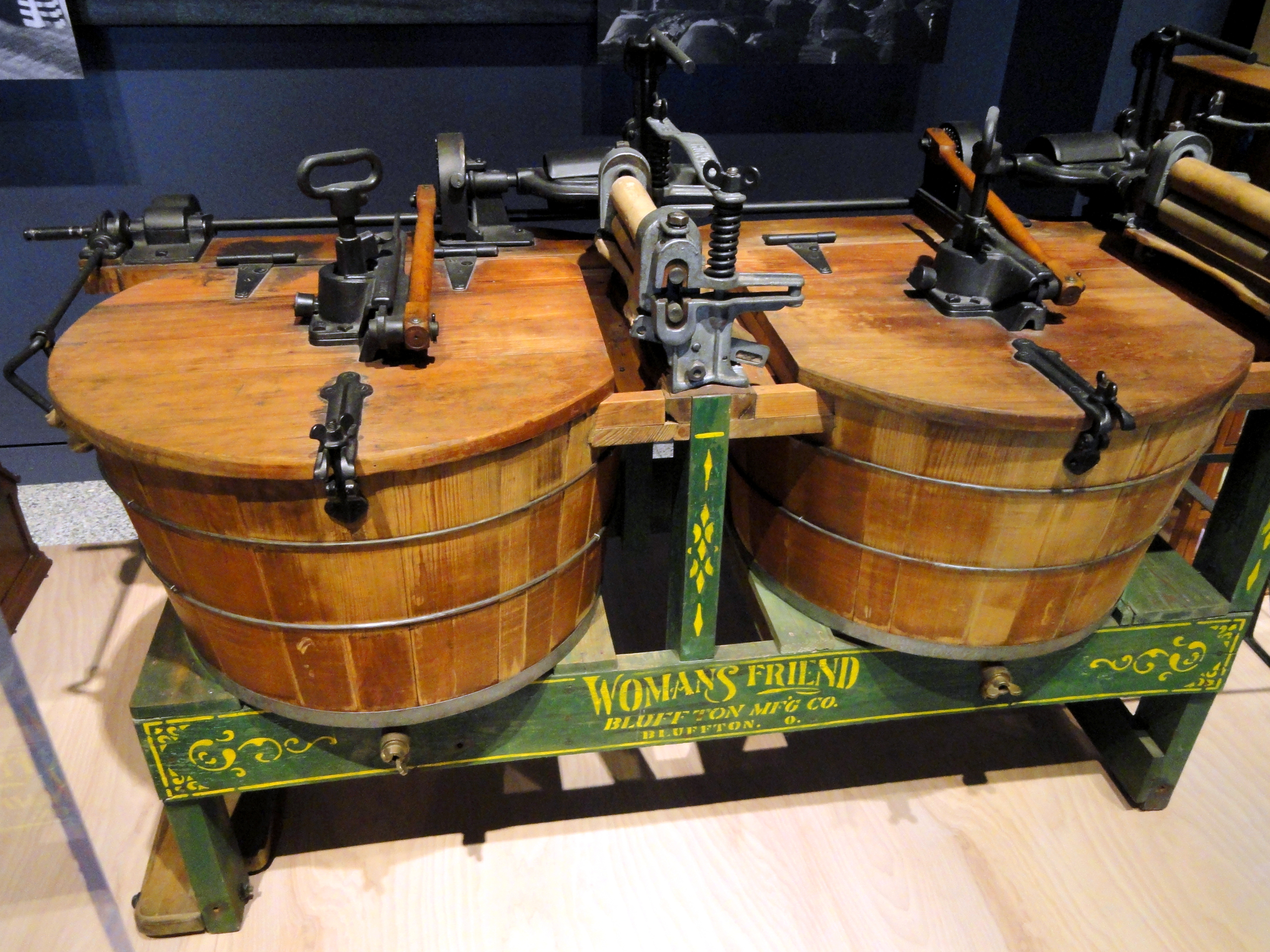
La rentadora "Woman's Friend", circa 1890 U.S.

La Revolució Industrial va transformar per complet la tecnologia de la bugaderia. Christina Hardyment, en la seva història de la Gran Exposició de 1851, sosté que va ser el desenvolupament de la maquinària domèstica el que va portar a l'alliberament de la dona.
El mangle (o "wringer" en anglès americà) es va desenvolupar al segle xix: dos llargs rodets en un marc i una maneta per fer-los girar. El treballador de la bugaderia agafava la roba xopa i la passava pel mangle, comprimint la tela i expulsant l'excés d'aigua. El mangle era molt més ràpid que la torsió manual. Era una variant del box mangle que s'utilitzava principalment per premsar i allisar la roba.
Mentrestant, els inventors del segle xix van mecanitzar encara més el procés de rentat amb diverses màquines de rentar accionades a mà per substituir el tediós fregament manual contra la taula de rentar. La majoria consistia a girar una maneta per moure les pales dins una cisterna. Després, algunes màquines de principis del segle xx utilitzaven un agitador accionat elèctricament. Moltes d'aquestes rentadores eren simplement una banyera amb potes, amb un agitador manual a la part superior. Més tard, el mangle també es va accionar elèctricament i es va substituir per una cisterna doble perforada, que feia girar l'excés d'aigua en un cicle de centrifugat.
L'assecat de la roba també es va mecanitzar, amb assecadores de roba. Les assecadores també eren tines perforades que giraven, però bufaven aire calent en comptes d'aigua.

### Bugaderies xineses a l'Amèrica del Nord
A la fi del segle xix i principis del segle xx, immigrants xinesos als Estats Units i Canadà estaven ben representats com a treballadors de bugaderies. La discriminació, la manca de coneixements d'anglès i la manca de capital van impedir als immigrants xinesos accedir a les carreres més desitjables. Pels volts del 1900, un de cada quatre homes d'ètnia xinesa als Estats Units treballava en una bugaderia, normalment de 10 a 16 hores al dia.
Es calcula que els xinesos de la ciutat de Nova York dirigien unes 3.550 bugaderies al començament de la Gran Depressió. En 1933, la Junta de Regidors va aprovar una llei clarament destinada a expulsar als xinesos del negoci. Entre altres coses, limitava la propietat de les bugaderies als ciutadans nord-americans. Les Chinese Consolidated Benevolent Association van tractar infructuosament d'impedir-ho, la qual cosa va donar lloc a la formació de l'obertament esquerrana Chinese Hand Laundry Alliance (CHLA), que va impugnar amb èxit aquesta disposició de la llei, permetent als treballadors de les bugaderies xineses preservar els seus mitjans de vida. La CHLA va passar a funcionar com un grup més general de drets civils; el seu nombre va disminuir fortament després que fos objectiu del FBI durant el Second Red Scare (1947-1957).

### Sud-àfrica
Des del 1850 fins al 1910, els homes zuluans s'encarregaven de rentar la roba dels europeus, tant bòeres com britànics. "El blanqueig recordava l'ofici especialitzat de vestir pells a què es dedicaven els barons zulús com izinyanga, una ocupació de prestigi que estava molt ben pagada". Van crear una estructura gremial, similar a un sindicat, per vetllar per les seves condicions i salaris, convertint-se en "un, si no el més, poderós grup de treballadors africans al Natal del segle XIX".

### Índia
A l'Índia, la bugada era tradicionalment realitzada pels homes. Un bugader es deia dhobiwallah, i dhobi es va convertir en el nom del seu casta.
Un safareig sol anomenar-se dhobi ghat; això ha donat lloc a noms de llocs on treballen o van treballar, com Mahalaxmi Dhobi Ghat a Bombai, Dhoby Ghaut a Singapur i Dhobi Ghaut a Penang, Malàisia.

### L'antiga Roma
Els treballadors de l'antiga Roma que netejaven les teles es deien fullons, singular fullo (cf. abatanat, procés de fabricació de la llana, i la terra de batan, utilitzat per netejar). La roba es tractava en petites tines situades en nínxols envoltats de murs baixos, coneguts com a parades de trepitjat o de batan. La banyera s'omplia amb aigua i una barreja de productes químics alcalins (de vegades amb orina). El batan es col·locava a la banyera i trepitjava la tela, tècnica coneguda en altres llocs com el posting. L'objectiu d'aquest tractament era aplicar els agents químics a la tela perquè poguessin fer la feina, la resolució dels greixos. Aquests llocs són tan típics d'aquests tallers que s'utilitzen per identificar les fullòniques a les restes arqueològiques.

## Processos de rentada

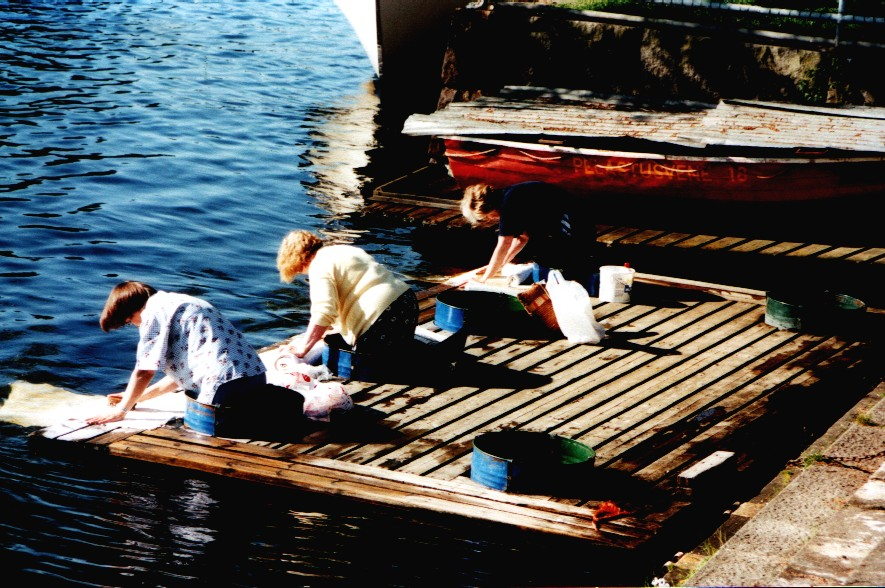
Dones rentant al moll de Tampere, Finlàndia.

Els processos de rentada inclouen la rentada (normalment amb aigua que conté detergents o altres productes químics), l'agitació, l'esbandida, l'assecatge, la planxa i el plegat. La rentada es fa de vegades a una temperatura superior a la de l'ambient per augmentar l'activitat dels productes químics utilitzats i la solubilitat de les taques, i les altes temperatures maten els microorganismes que puguin estar presents al teixit. Tot i això, s'aconsella rentar el cotó a una temperatura més freda per evitar que s'encongeixi. Al mercat hi ha molts serveis professionals de bugaderia que ofereixen a diferents preus.
L'agitació ajuda a eliminar la brutícia que solen mobilitzar els tensioactius d'entre les fibres, encara que, a causa de la mida petita dels porus de les fibres, el "nucli estancat" de les mateixes fibres no veu pràcticament cap flux. No obstant això, les fibres es netegen ràpidament per difusioforesi transportant la brutícia cap a l'aigua neta durant el procés d'esbandida.

### Químics
Es poden utilitzar diversos productes químics per augmentar el poder dissolvent de l'aigua, com els compostos de soaproot o de l'arrel de iuca utilitzats per les tribus natives americanes, o la cendra lye (normalment hidròxid de sodi o hidròxid de potassi) que al seu dia s'utilitzava àmpliament per remullar la roba a Europa. El sabó, un compost fet de lleixiu i greix, és un antic i comú auxiliar de rentada. Les rentadores modernes solen utilitzar detergent per a roba sintètic en pols o líquid en lloc del sabó més tradicional.

### Neteja o rentat en sec

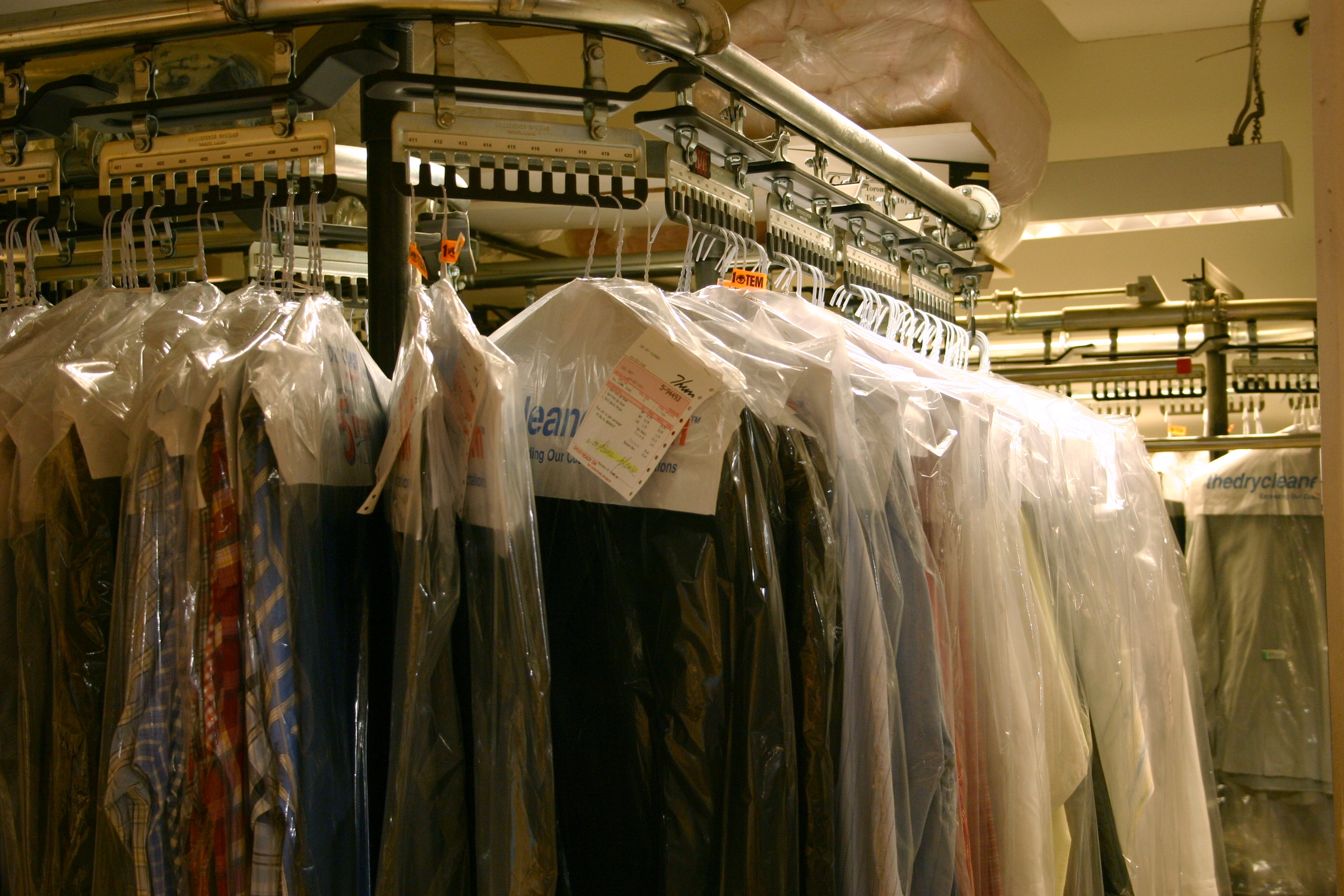
Molts tintorers col·loquen la roba neta dins de fines bosses de plàstic transparents per a roba.

La neteja en sec es refereix a qualsevol procés que utilitzi un dissolvent químic diferent de l'aigua. El dissolvent utilitzat sol ser tetracloroetilè (percloroetilè), que la indústria anomena "perc". S'utilitza per netejar teixits delicats que no poden resistir la duresa d'una rentadora i una assecadora de roba; també pot evitar la rentada a mà, que requereix molta feina.

### Procés de rentada en sec

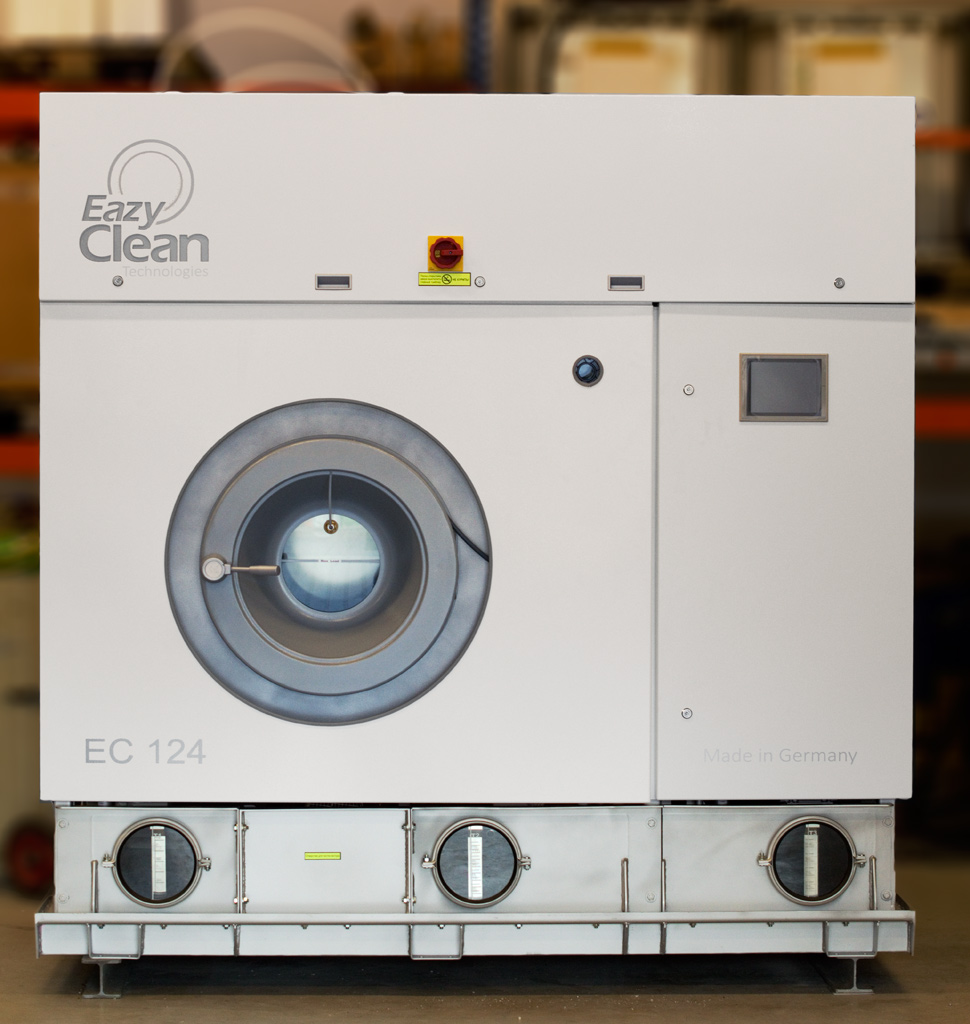
Una moderna màquina de neteja en sec amb pantalla tàctil i control SPS. Fabricant: EazyClean, tipus EC124. Foto presa abans de la instal·lació.

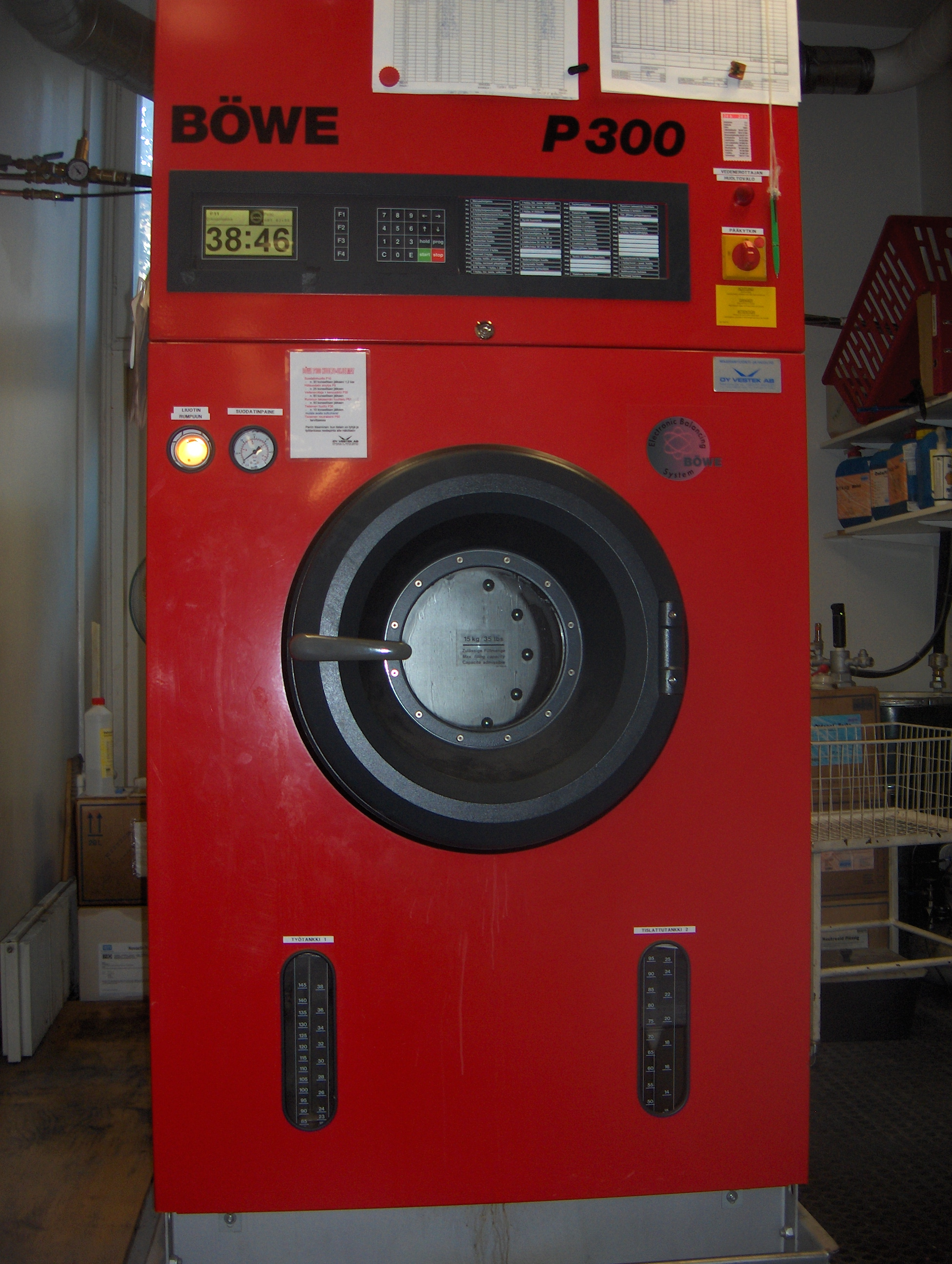
Màquina de neteja en sec de la sèrie 3 amb control PLC. Fabricant: BÖWE Textile Cleaning; Alemanya

Una màquina de neteja en sec és similar a una combinació d'una rentadora domèstica i una assecadora de roba. Les peces es col·loquen a la cambra de rentada o extracció (anomenada "cistella" o "tambor"), que constitueix el nucli de la màquina. La càmera de rentada conté un tambor horitzontal perforat que gira dins una carcassa exterior. La carcassa conté el dissolvent, mentre que el tambor giratori conté la càrrega de roba. La capacitat de la cistella oscil·la entre uns 10 i 40 kg.
Durant el cicle de rentada, la càmera s'omple aproximadament amb un terç de dissolvent i comença a girar, agitant la roba. La temperatura del dissolvent es manté a 30 graus Celsius o menys, ja que una temperatura més alta pot danyar-lo. Durant el cicle de rentada, el dissolvent que es troba a la càmera (comunament coneguda com a "gàbia" o "caixa d'aparells") passa per una càmera de filtració i després torna a introduir-se a la "gàbia". Això es coneix com a cicle i es continua durant la durada de la rentada. A continuació, s'elimina el dissolvent i s'envia a una unitat de destil·lació que consta d'una caldera i un condensador. El dissolvent condensat s'introdueix a una unitat separadora on l'aigua restant es separa del dissolvent i després s'introdueix al dipòsit de dissolvent net. El cabal ideal és d'aproximadament 8 litres de dissolvent per quilogram de peces per minut, depenent de la mida de la màquina.
També es revisa la roba per a objectes estranys. Articles com ara bolígrafs plàstics es poden dissoldre al bany de dissolvent, danyant els tèxtils. Alguns tints tèxtils són "solts" i esborraran el color durant la immersió amb dissolvents. Els articles fràgils, com ara cobrellits de plomes o catifes amb borles o penjades, es poden tancar en una bossa de malla solta. La densitat del percloroetilè és d'uns 1,7 g/cm3 a temperatura ambient (70% més pesat que l'aigua), i el gran pes del dissolvent absorbit pot fer que el tèxtil falli sota la força normal durant el cicle d'extracció tret que la bossa de malla proporcioni suport mecànic.
No totes les taques es poden eliminar mitjançant la neteja en sec. Algunes necessiten ser tractades amb dissolvents desmanxadors –de vegades mitjançant raig de vapor o submergint-les en líquids llevataques especials– abans que les peces es renten o es netegin en sec. A més, les peces emmagatzemades en estat de brutícia durant molt de temps són difícils de tornar al seu color i textura originals.
Un cicle de rentada típic dura entre 8 i 15 minuts, segons el tipus de peces i el grau de brutícia. Durant els tres primers minuts, la brutícia soluble en dissolvents es dissol al percloroetilè i la brutícia solta i insoluble es desprèn. Quan la brutícia solta s'ha desprès, es necessiten entre 10 i 12 minuts per eliminar la brutícia insoluble de les peces. Les màquines que utilitzen dissolvents d'hidrocarburs requereixen un cicle de rentada d'almenys 25 minuts perquè la velocitat de dissolució de la brutícia soluble en dissolvents és molt més lenta. Un surfactant de neteja en sec, també es pot afegir un "sabó" de neteja en sec.
Al final del cicle de rentada, la màquina inicia un cicle d'esbandida en què la càrrega de roba s'aclareix amb dissolvent acabat destil·lat dispensat des del dipòsit de dissolvent. Aquest esbandit amb dissolvent pur evita la decoloració causada per les partícules de brutícia que s'absorbeixen a la superfície de la peça des del dissolvent de treball "brut".
Després del cicle d'esbandida, la màquina comença el procés d'extracció, que recupera el dissolvent per reutilitzar-lo. Les màquines modernes recuperen aproximadament el 99,99% del dissolvent emprat. El cicle d'extracció comença buidant el dissolvent de la cambra de rentada i accelerant la cistella a 350-450rpm, cosa que fa que gran part del dissolvent es desprengui del teixit. Fins aquest moment, la neteja es realitza a temperatura normal, ja que el dissolvent mai no s'escalfa en el procés de neteja en sec. Quan ja no pot sortir més dissolvent, la màquina inicia el cicle d'assecatge.
Durant el cicle d'assecatge, les peces de roba es voltegen en un corrent d'aire calent (60-63°C) que circula per la cistella, evaporant les restes de dissolvent que queden després del cicle de centrifugat. La temperatura de l'aire es controla per evitar que la calor faci malbé les peces. L'aire calent que surt de la màquina passa a continuació per una unitat de refrigeració on es condensen els vapors de dissolvent i es tornen al dipòsit de dissolvent destil·lat. Les màquines de neteja en sec modernes utilitzen un sistema de circuit tancat on l'aire refrigerat es reescalfa i recircula. D'aquesta manera, s'aconsegueixen índexs alts de recuperació de dissolvents i es redueix la contaminació de l'aire. Als primers temps de la neteja en sec, s'expulsaven grans quantitats de percloroetilè a l'atmosfera perquè es considerava barat i es creia que era inofensiu.
Un cop completat el cicle d'assecatge, un cicle de desodorització (aireig) refreda les peces i elimina més restes de dissolvent fent circular aire fresc de l'exterior sobre les peces i, a continuació, a través d'un filtre de recuperació de vapors fet de carbó activat i resines de polímer. Després del cicle d'aireig, les peces estan netes i llistes per al premsatge i l'acabat.

## Galeria

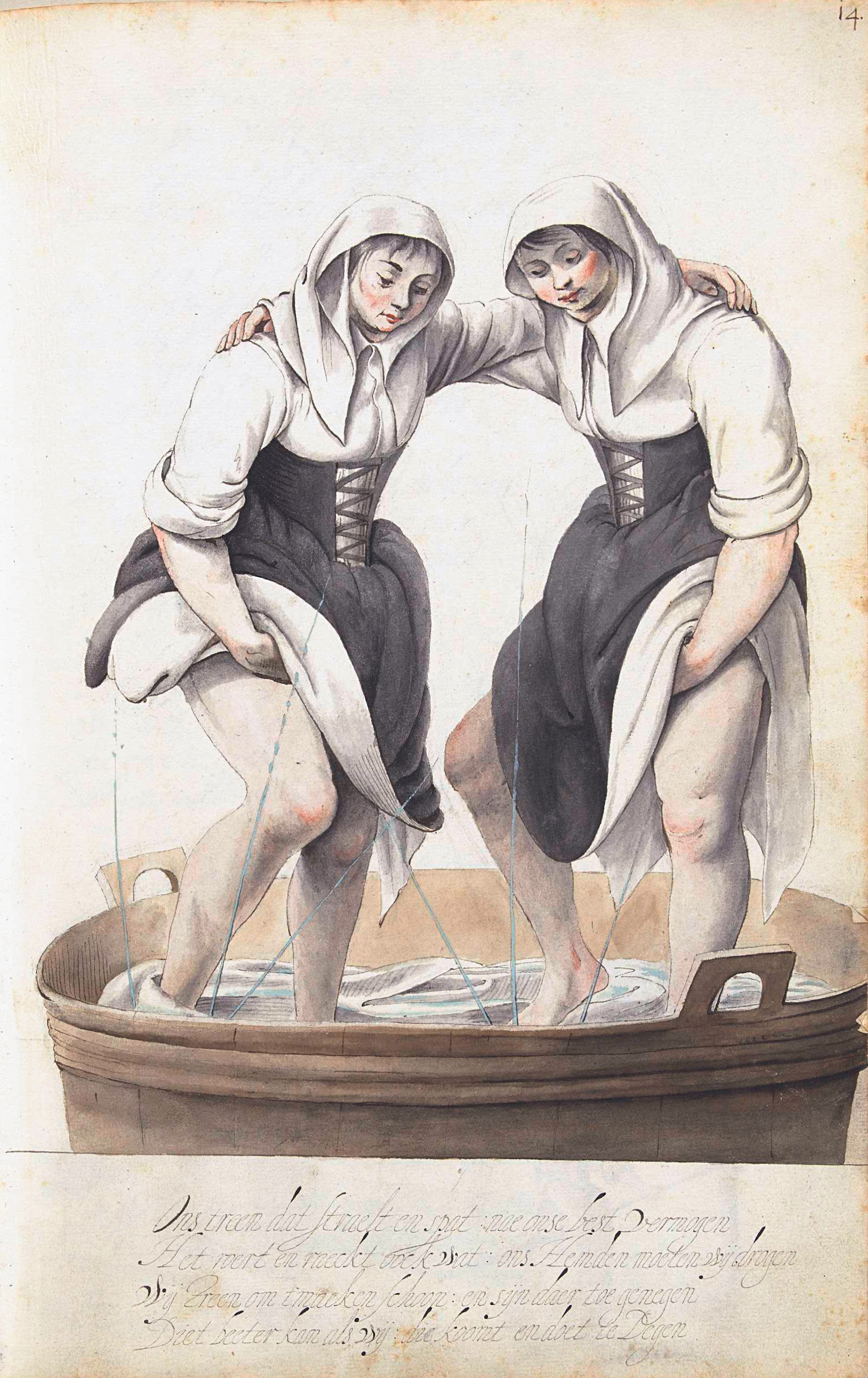
Wasvrouwen segellat de l'era (Gesina ter Borch, 1652)
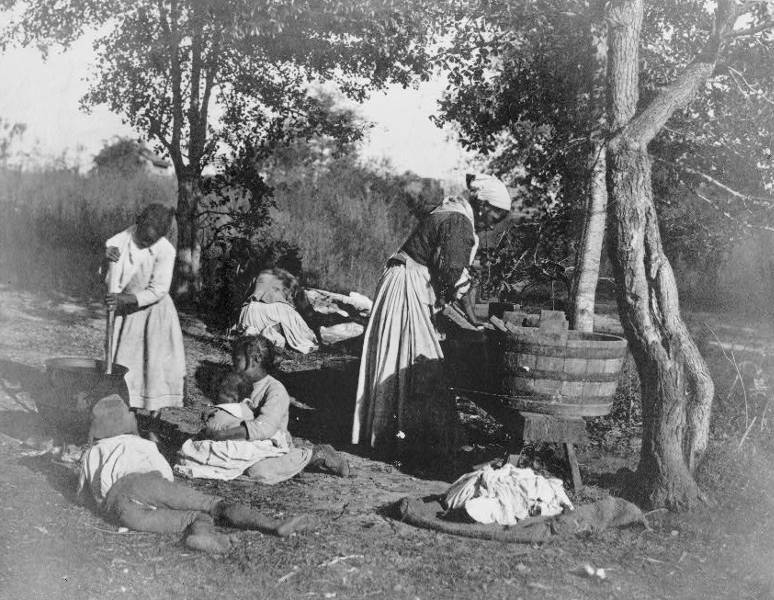
Rentar dia a la plantació (Rudolf Eickemeyer, jr., 1887).
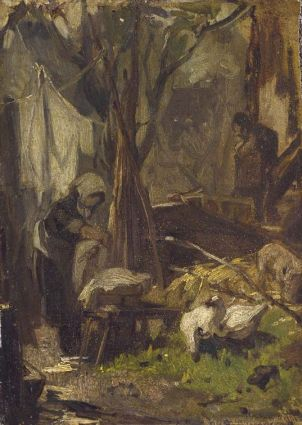
És Dia de servei de Bugaderia, (El Pintor Matthijs Maris, 1917)
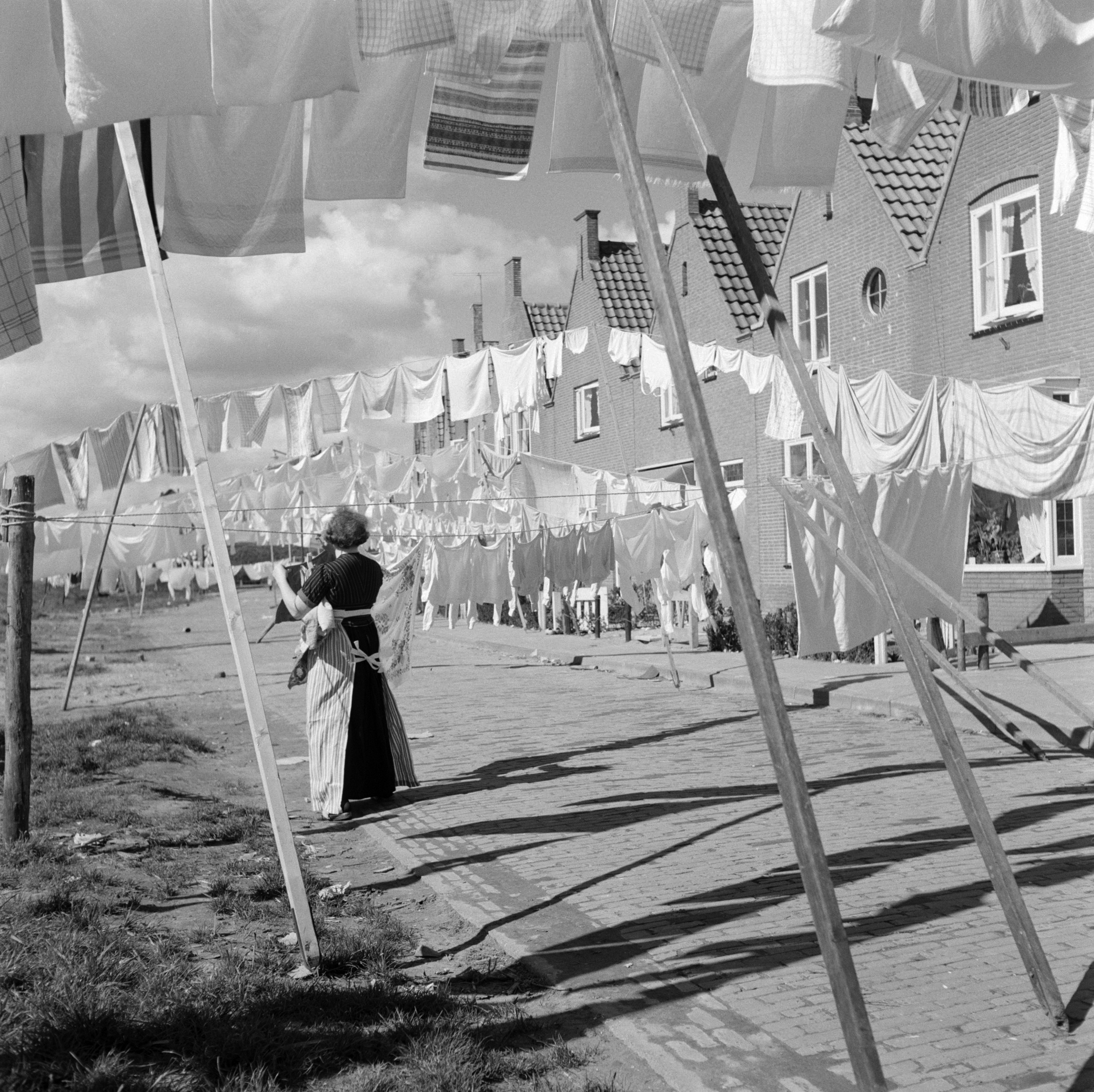
Va ser en la línia en Volendam (Willem van de Poll, 1959)
- Bioscoopjournaal a partir de 1930: Diverses de les Seves dames en el vestit tradicional que es va fent.
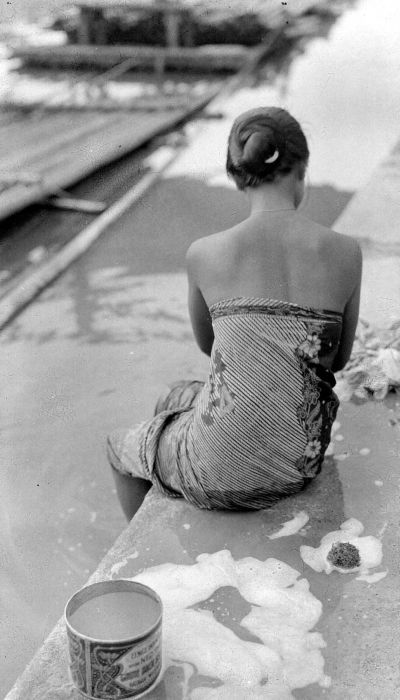
Dona rentant la roba a Indonèsia
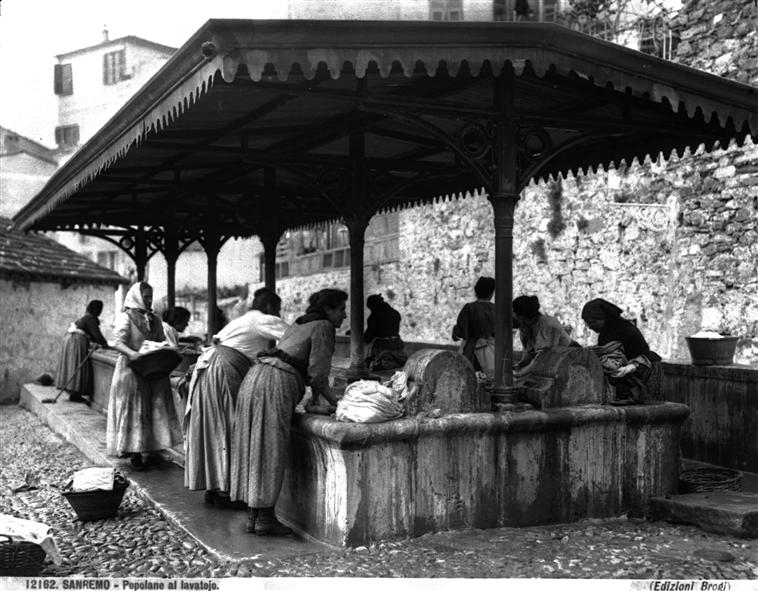
Bugaderia de San Remo - 1925